# Aleksander Tassa

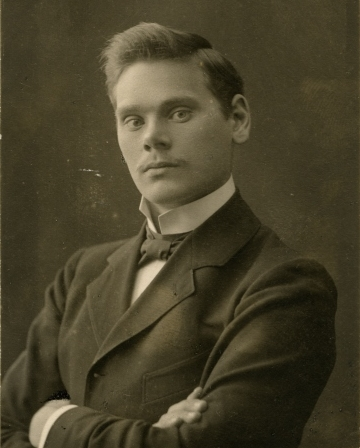
Aleksander Tassa (1903)

Aleksander Tassa (* 23. Junijul. / 5. Juli 1882greg. in Tartu, Livland; † 23. März 1955 in Tallinn, Estnische SSR) war ein estnischer Maler, Schriftsteller und Museumspädagoge.

## Leben und Werk
Aleksander Tassa erhielt eine künstlerische Ausbildung 1897/98 in Tartu bei Rudolf Julius von zur Mühlen, 1904/1905 an der Kunstgewerbeschule in der russischen Hauptstadt Sankt Petersburg bei Alexander von Stieglitz und 1905/06 in Tallinn bei Ants Laikmaa. Wie andere Esten musste er Sankt Petersburg wegen der Studentenunruhen 1905 verlassen. Tassa ging 1906 nach Helsinki in die Emigration und setzte dort seine künstlerischen Studien fort.
1907 reiste er mit den estnischen Künstlern Konrad Mägi und Nikolai Triik nach Paris. Der Aufenthalt hinterließ für sein weiteres Schaffen prägende Eindrücke. 1913 kehrte er über die Åland-Inseln, auf denen er bereits im Sommer 1906 künstlerische Eindrücke gesammelt hatte, nach Estland zurück.
Eine Freundschaft verband ihn mit dem Künstler Anton Starkopf und dem Schriftsteller Friedebert Tuglas. 1913 schuf Tassa die Illustrationen für Tuglas' Novellensammlung Õhtu taevas.
Während des Ersten Weltkriegs wurde Tassa in die russische Armee eingezogen. Er kämpfte unter anderem an der Front im Kaukasus gegen die Türkei.
1918, nach dem Ende des Krieges, zog Tassa in seine estnische Heimat zurück. Tassa ließ sich in Nõmme nieder. Er war maßgeblich an der Gründung der Künstlervereinigung „Pallas“ beteiligt. Von 1918 bis 1922 war Tassa Vorsitzender der Gruppierung. 1925/26 leitete er die Künstlerschule von „Pallas“.
Von 1928 bis 1931 und von 1940 bis 1943 war Tassa am Tallinner Kunstmuseum beschäftigt. Von 1931 bis 1940 arbeitete er am Estnischen Nationalmuseum (Eesti Rahva Muuseum) im südestnischen Raadi. Er hatte großen Anteil an der Systematisierung der jeweiligen Sammlungen. Während des Zweiten Weltkriegs war er maßgeblich an der Evakuierung der Bestände beteiligt.

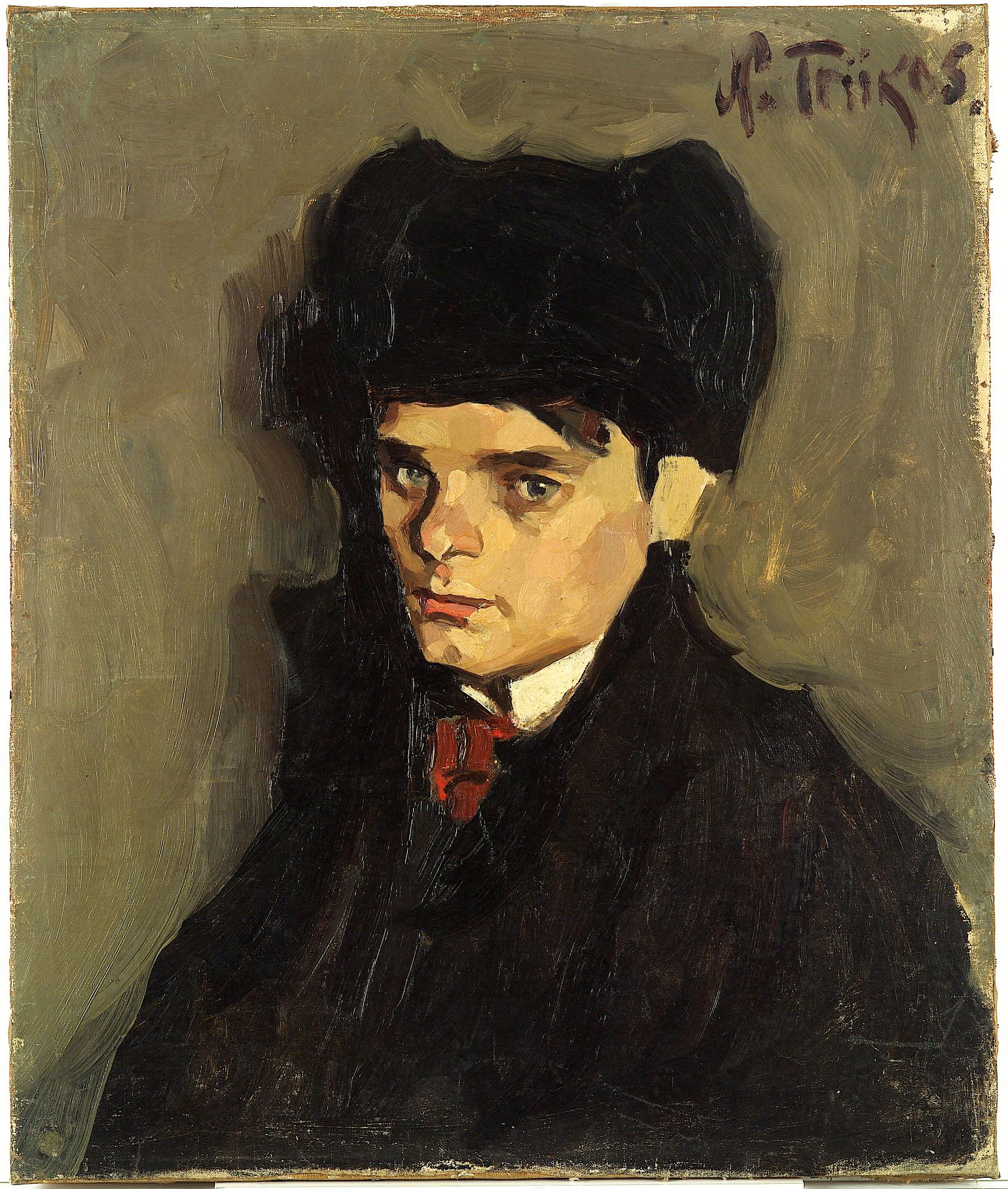
Aleksander Tassa, 1905. Nikolai Triik.

## Künstlerisches und literarisches Werk
Aleksander Tassa war ein vielseitiger Künstler. Er war vor allem berühmt für seine Landschaftsmalereien, daneben für seine Buchillustrationen im Jugendstil. Anfang des 20. Jahrhunderts schuf er auch Aquarelle. 1909 beteiligte sich Tassa an der künstlerischen Gestaltung des III. Albums der Künstlergruppierung Noor-Eesti („Junges Estland“). Später wandte er sich der Siuru-Bewegung zu.
Daneben schrieb Tassa kunstgeschichtliche Abhandlungen, unter anderem über die Geschichte der estnischen Holzschnittkunst im 19. Jahrhundert (1948) und über die estnische Lithografie im 19. Jahrhundert (Manuskript, 1951).
Aleksander Tassa wurde in den 1920er Jahren auch als Schriftsteller bekannt. Er schrieb einige Novellen und kürzere Dramen. Sie haben oft einen fantastischen, legendenhaften oder biblisch inspirierten Inhalt. Tassa übersetzte ab 1902 Belletristik aus dem Russischen (Tschechow) und aus dem Polnischen (Prus).
Tassa war Mitglied des Estnischen Schriftstellerverbands. Nach der sowjetischen Besetzung Estlands wurde er am 4. Mai 1950 aus dem Verband ausgeschlossen.

## Literarische Werke (Auswahl)
- Nõiasõrmus (fantastische Novellen, 1919)
- Hõbelinik (Novellensammlung, 1921)
- Kadaara sead (Drama mit biblischen Motiven, 1923)[4]
- Lihavõttemäng (Drama mit biblischen Motiven, 1924)
- Põrgumäng (Drama mit biblischen Motiven, 1924)
- Mooramaa isand (Drama mit biblischen Motiven, 1924)
- Sügiskõnelused (Kurzdrama, 1927)
- Seitse magajat (Drama mit biblischen Motiven, 1927)
- Salomoni sõrmus (Auswahlsammlung, 1970)
- Igaviku lõpul (Anthologie, herausgegeben von Mari Kõiv, 1988)

## Sekundärliteratur
- Eesti elulood. Tallinn: Eesti entsüklopeediakirjastus 2000 (= Eesti Entsüklopeedia 14) ISBN 9985-70-064-3, S. 521